# Lentinellus montanus
Lentinellus montanus är en svampart som beskrevs av O.K. Mill. 1965. Lentinellus montanus ingår i släktet Lentinellus och familjen Auriscalpiaceae.   Inga underarter finns listade i Catalogue of Life.

## Bildgalleri

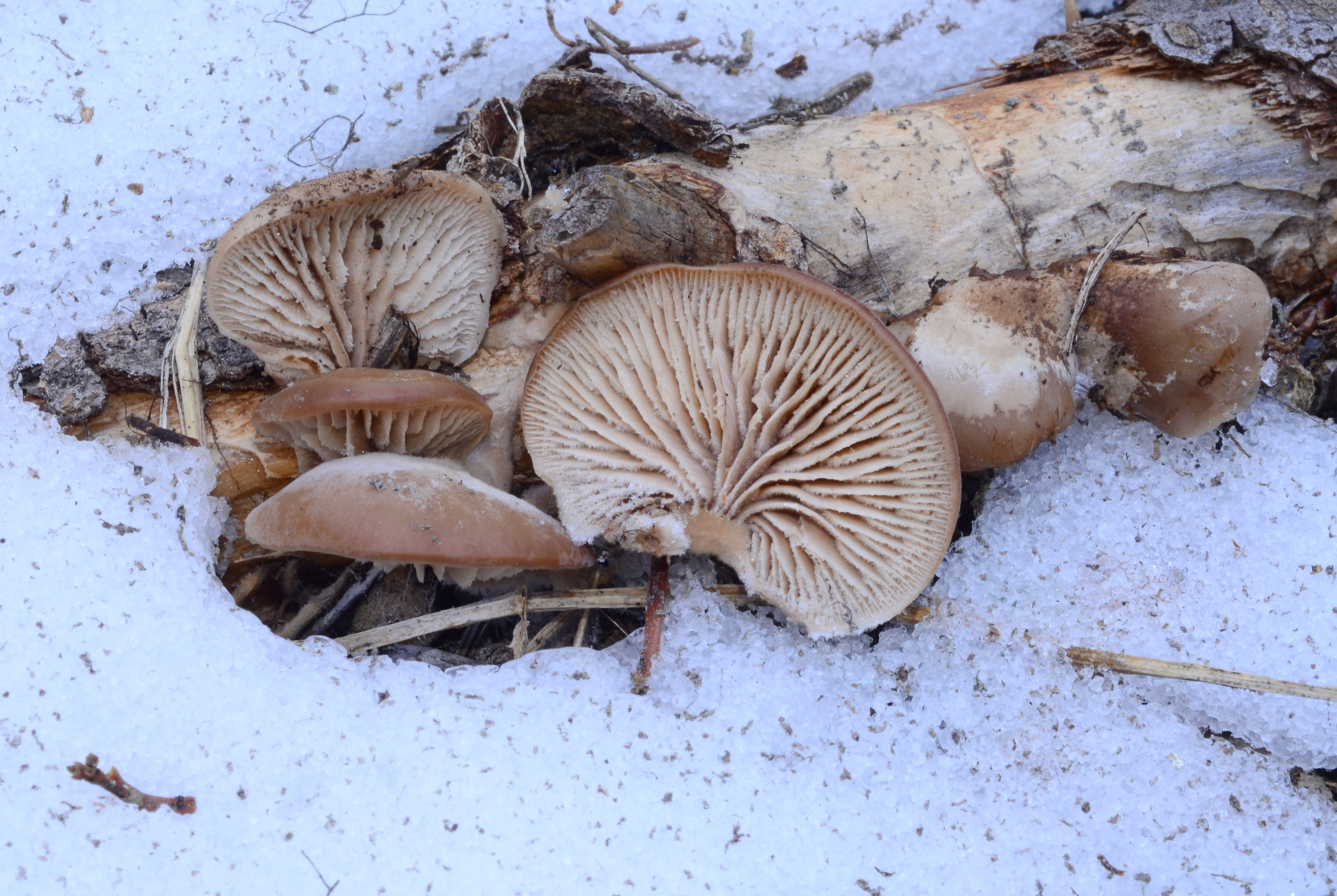